# Biarum pyrami
Biarum pyrami är en kallaväxtart som först beskrevs av Heinrich Wilhelm Schott, och fick sitt nu gällande namn av Adolf Engler. Biarum pyrami ingår i släktet Biarum och familjen kallaväxter.

## Underarter
Arten delas in i följande underarter:
- B. p. pyrami
- B. p. serotinum

## Bildgalleri

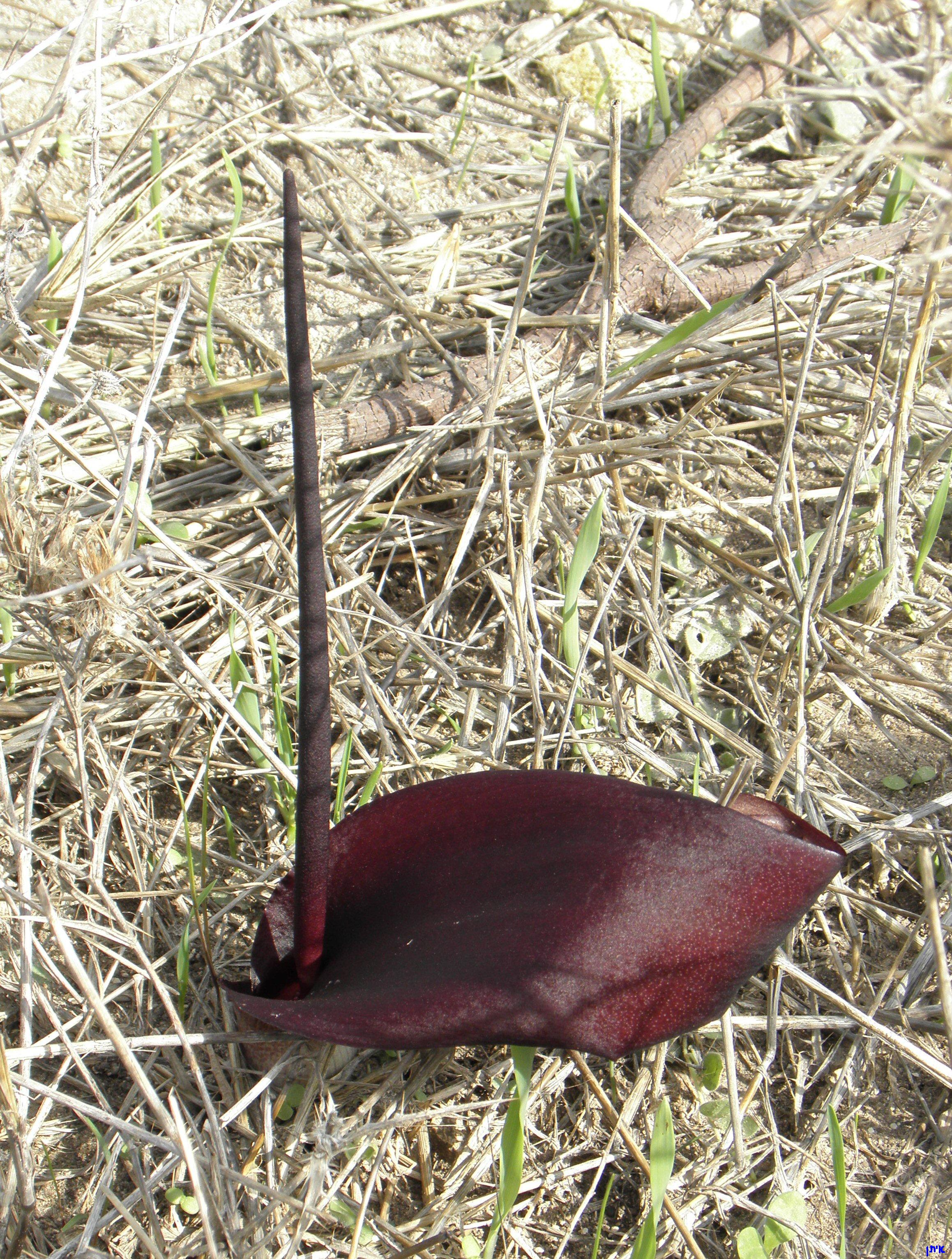
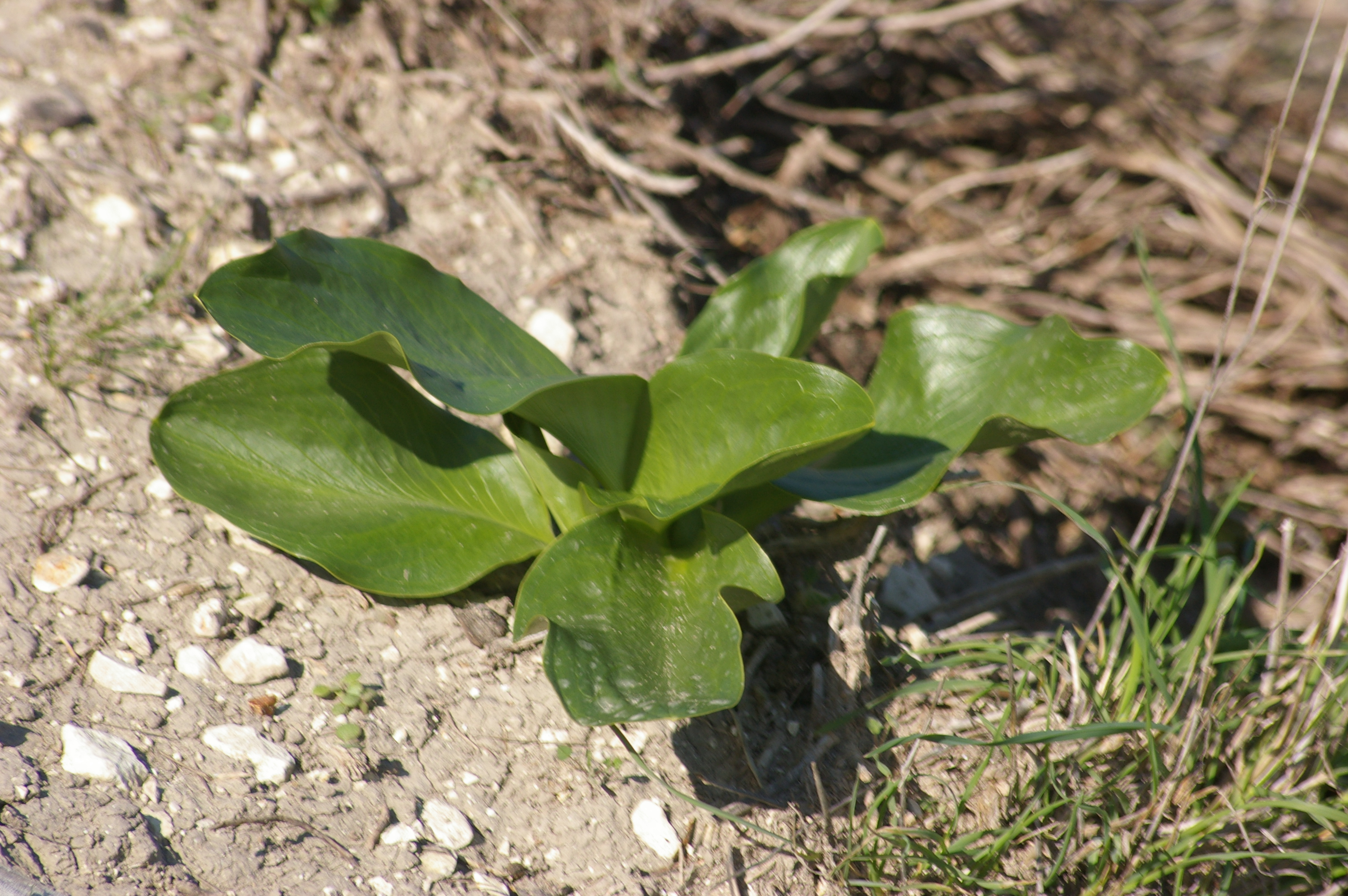